# 丰特尼
丰特尼（法語：Fonteny，法語發音：[fɔ̃tni]）是法国摩泽尔省的一个市镇，属于萨尔堡-萨兰堡区。

## 地理
丰特尼（48°52'51"N, 6°27'53"E）面积15.7 平方千米，位于法国大東部大區摩泽尔省，该省份为法国东北部内陆省份，是洛林的一部分，西南接默尔特-摩泽尔省，东临下莱茵省，北与卢森堡和德国接壤。
与丰特尼接壤的市镇（或旧市镇、城区）包括：阿姆莱库尔、热贝库尔、索尔努瓦地区拉纳弗维尔、吕贝库尔、奥龙、瓦讷库尔、瓦克西、维维耶。

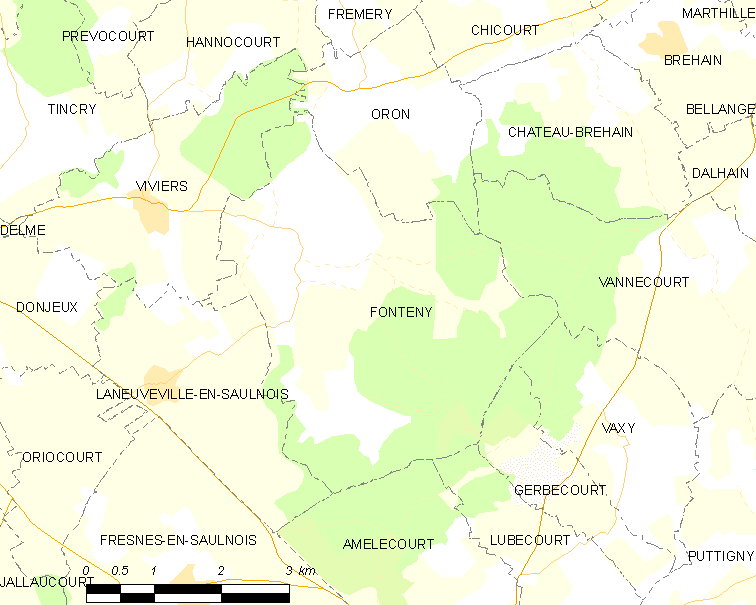
丰特尼的OSM定位图

丰特尼的时区为UTC+01:00、UTC+02:00（夏令时）。

## 行政
丰特尼的邮政编码为57590，INSEE市镇编码为57225。

## 政治
丰特尼所属的省级选区为索努瓦县。

## 人口

1962-2008年间丰特尼人口变化图示

丰特尼于2022年1月1日时的人口数量为141人。